# إدوارد سمول
إدوارد سمول (بالإنجليزية: Edward Small)‏ هو وكيل مواهب ومنتج أفلام أمريكي، ولد في 1 فبراير 1891 في بروكلين في الولايات المتحدة، وتوفي في 25 يناير 1977 في لوس أنجلوس في الولايات المتحدة.

## وصلات خارجية
- إدوارد سمول على موقع IMDb (الإنجليزية)
- إدوارد سمول على موقع قاعدة بيانات الفيلم (الإنجليزية)